# Supercoppa italiana 1996 (pallavolo femminile)
La Supercoppa italiana di pallavolo femminile 1996 si è svolta il 1º novembre 1996: al torneo hanno partecipato due squadre di club italiane e la vittoria finale è andata per la prima volta al Volley Bergamo.

## Regolamento
Le squadre hanno disputato una gara unica.

## Squadre partecipanti
| Squadra | Qualificazione                                   | Ultima partecipazione |
| ------- | ------------------------------------------------ | --------------------- |
| Bergamo | Vincitrice Serie A1 1995-96/Coppa Italia 1995-96 | Debutto               |
| Modena  | Finalista Coppa Italia 1995-96                   | Debutto               |

## Torneo
| 1º novembre 1996 PalaBigi, Reggio Emilia Durata: ? - Spettatori: ? | Bergamo | 3 - 2 | Modena | 5-15, 15-10, 15-9, 8-15, 15-11 |